# Новосадовый (Краснодарский край)
Новосадовый — посёлок в Абинском районе Краснодарского края России. Входит в состав Холмского сельского поселения.
Численность населения — 18 человек (2010).

## Географическое положение
Посёлок расположен в горно-лесной зоне, между хребтами Церковный и Коцехур (Лысые Горы), в среднем течении реки Папай, впадающей в реку Пшада. Является труднодоступным вследствие своей удалённости от других населённых пунктов и отсутствия какого-либо регулярного транспортного сообщения. Ближайшие населённые пункты, до которых можно доехать общественным транспортом — посёлок Новый (Абинский район) — в 24 километрах, село Пшада (город-курорт Геленджик) — в 20 километрах. Через посёлок проходит лесная дорога, ведущая из станицы Холмская в село Пшада. До села Пшада дорога идёт вдоль реки через многочисленные броды и во время паводка проехать по этой дороге невозможно. В 1,5 километрах к юго-востоку от посёлка находятся развалины бывшей колонии.
Находится в крайней южной точке Абинского района и Холмского сельского поселения. Территория бывшей колонии административно находится уже на территории Геленджика.

## История

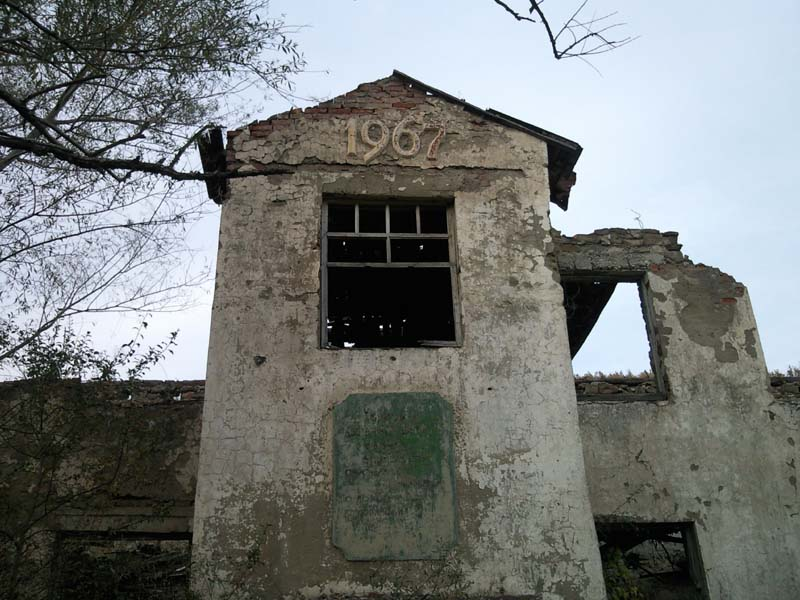
Остатки здания тюрьмы в Новосадовом

Посёлок возник как жилой посёлок обслуживающего персонала при колонии («зоне»), созданной в 1969 году. В 1986 году колония была ликвидирована, после чего из Новосадового уехали люди, работавшие при зоне и посёлок пришёл в упадок.

## Население
| 2002 | 2010 |
| ---- | ---- |
| 14   | ↗18  |